# 帕特尼 (英國國會選區)

選區在大倫敦的位置

帕特尼（英語：Putney），英國國會一自治市選區，包括大倫敦西南部旺茲沃思區西部的六個地方選區。
始設於1918年。本區在1964年前一直支持保守黨，此後為工黨和保守黨競爭的選區。在2010年大選中，保守黨的現任議員賈斯汀·葛林寧以52.0%選票成功連任。